# تیم ملی والیبال زنان گوآم
تیم ملی والیبال زنان گوآم (انگلیسی: Guam women's national volleyball team) تیم ملی والیبال مختص زنان گوآمی است که به عنوان نماینده گوآم در رقابت‌های رسمی و دوستانه با حریفان به رقابت می‌پردازند.